# Jagalur
Jagalur là một thị xã panchayat của quận Davanagere thuộc bang Karnataka, Ấn Độ.

## Địa lý
Jagalur có vị trí 14°32′B 76°21′Đ / 14,53°B 76,35°Đ Nó có độ cao trung bình là 668 mét (2191 feet).

## Nhân khẩu
Theo điều tra dân số năm 2001 của Ấn Độ, Jagalur có dân số 14.741 người. Phái nam chiếm 52% tổng số dân và phái nữ chiếm 48%. Jagalur có tỷ lệ 70% biết đọc biết viết, cao hơn tỷ lệ trung bình toàn quốc là 59,5%: tỷ lệ cho phái nam là 74%, và tỷ lệ cho phái nữ là 64%. Tại Jagalur, 12% dân số nhỏ hơn 6 tuổi.